# Dasselfliegen

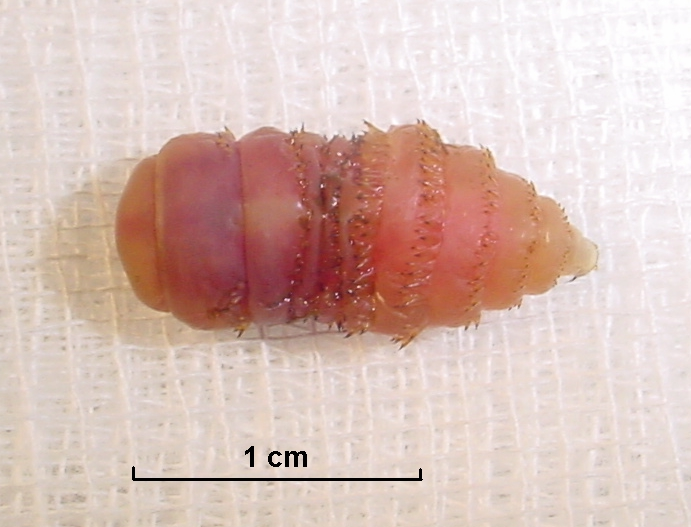
Larve der Magendassel des Pferdes

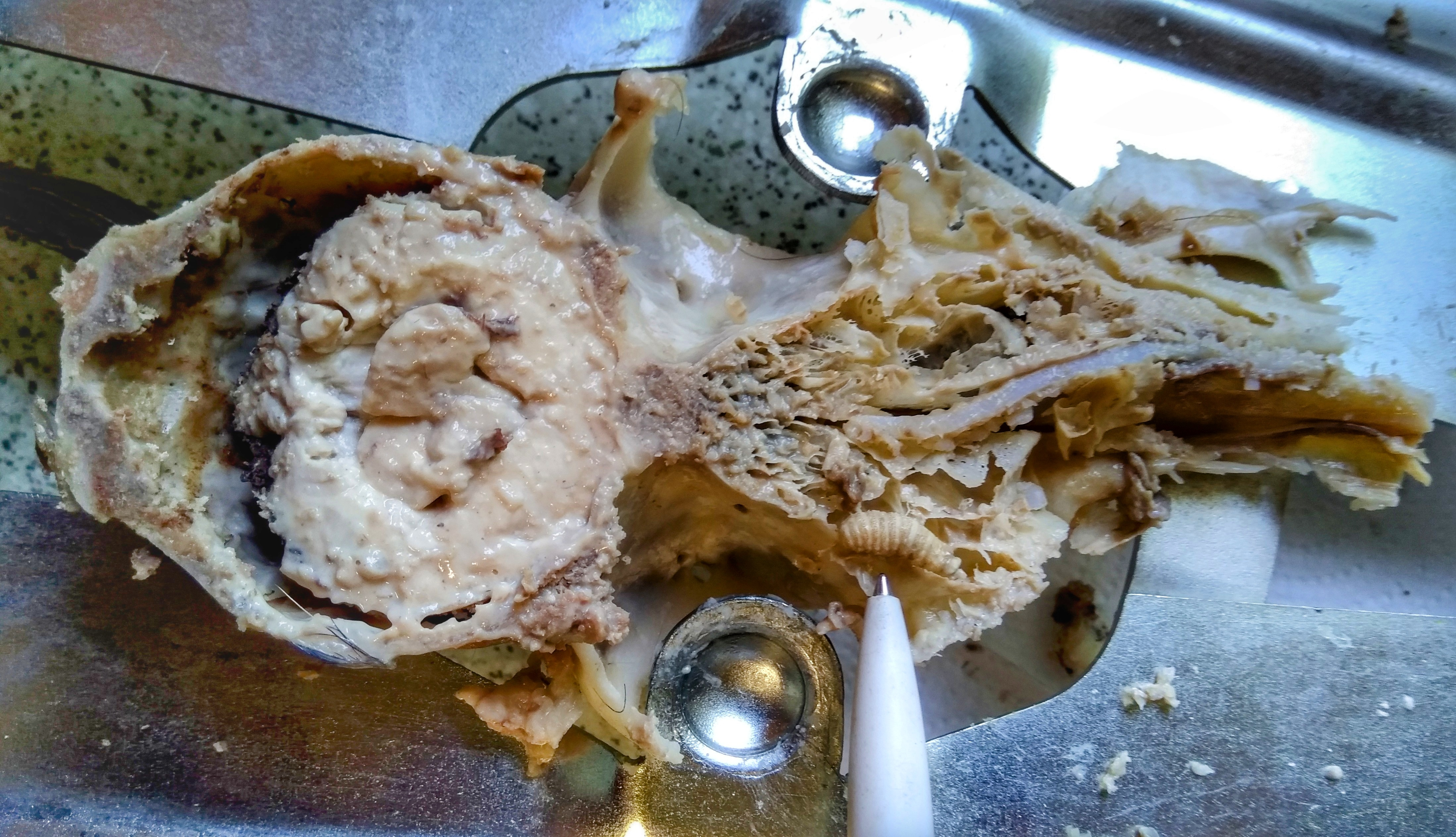
Nasendassellarve in den Nebenhöhlen eines Rehbocks

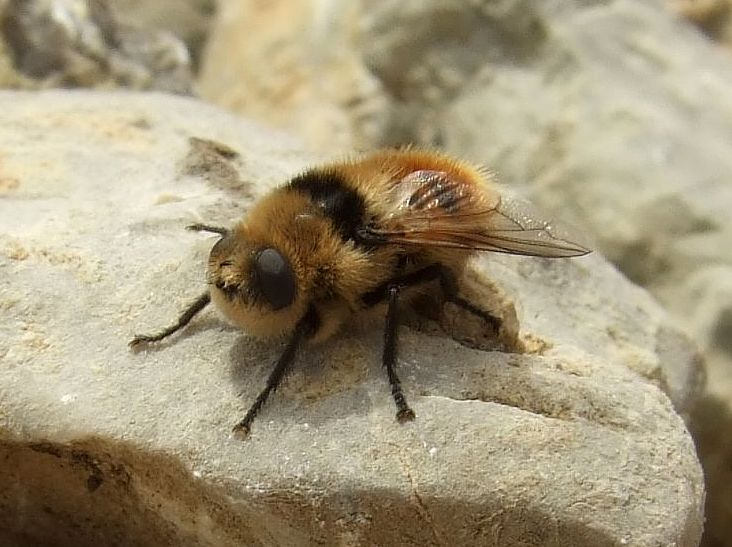
Reh-Rachendassel (Cephenemyia stimulator)

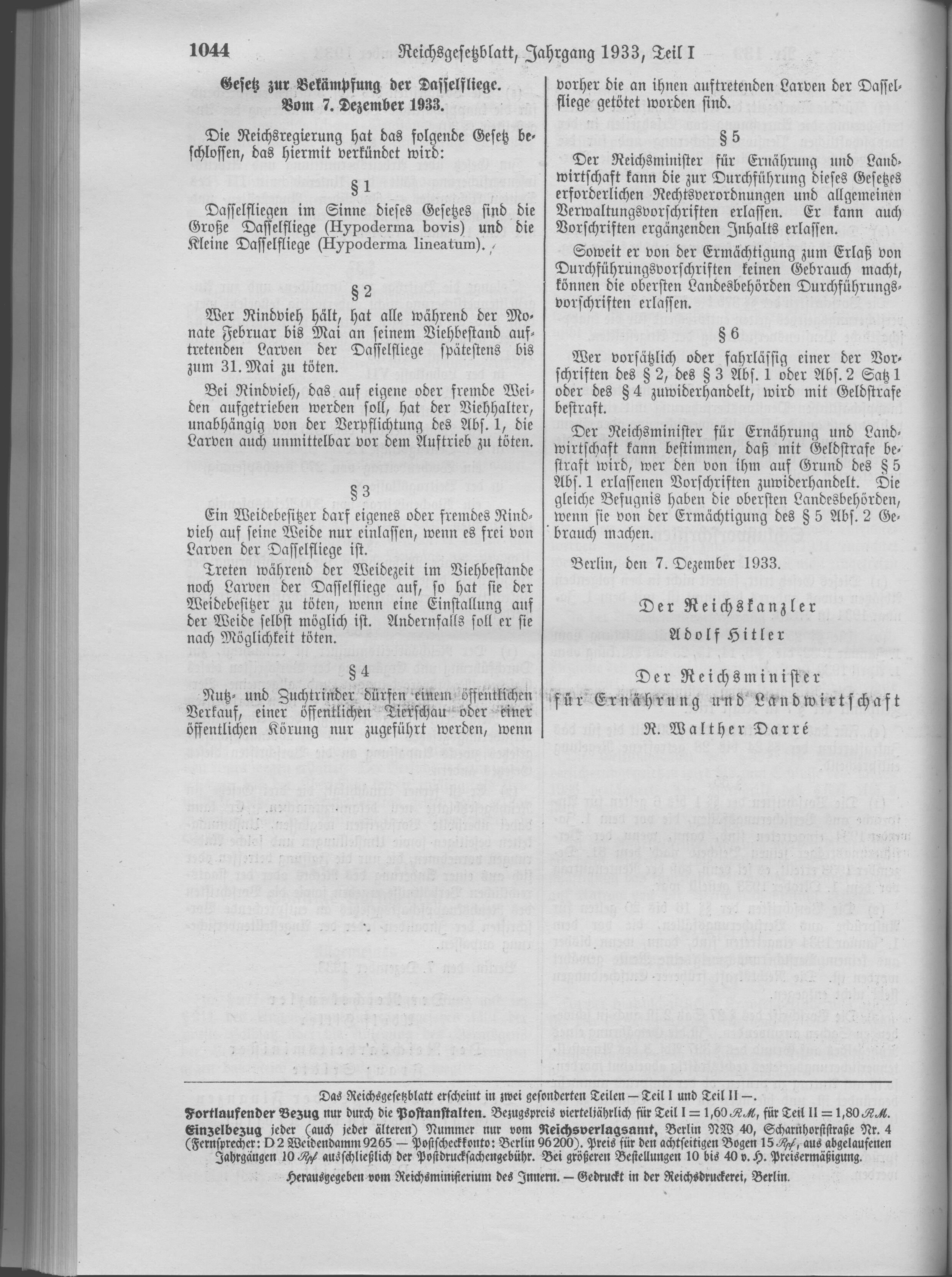
Gesetz zur Bekämpfung der Dasselfliege vom 7. Dezember 1933 (Deutsches Reich)

Dasselfliegen (Oestridae), auch bekannt als Biesfliegen, bilden eine Familie der Zweiflügler (Diptera). Innerhalb der Zweiflügler werden sie den Fliegen (Brachycera) zugeordnet. Die Maden der Dasselfliegen kommen als Endoparasiten bei verschiedenen Säugetieren vor. Vor allem Huftiere werden von ihnen befallen, dabei kann das Krankheitsbild einer Hypodermose entstehen. Weltweit sind mehr als 100 Arten der Dasselfliegen bekannt, davon etwa 10 in Mitteleuropa. Besonders bei tropischen Dasselfliegen kann der Mensch als Fehlwirt angenommen werden.
Historisch und lokal spricht man im Zusammenhang mit Dasselfliegen oft von Bremsen oder Brämen. Heute wird dieser Name nur noch für die Vertreter einer anderen Zweiflüglerfamilie, die Tabanidae verwendet, er kommt aber im Trivialnamen einiger Arten der Dasselfliegen noch vor, beispielsweise bei der Schafbremse (Oestrus ovis) und der Pferdemagenbremse (Gasterophilus intestinalis).

## Lebensweise
Die ausgewachsenen Fliegen aller zu den Dasselfliegen gehörenden Gruppen sind mittelgroß und meist pelzig behaart. Die Mundwerkzeuge sind weitgehend zurückgebildet, obwohl bei einigen Arten die Aufnahme von Wasser oder Zuckerlösungen beobachtet wurde. Die Flügel sind sehr gut ausgebildet und die Tiere sind gute Flieger. Besonders die Weibchen der Nasendasseln (Oestrinae) und der Rachendasseln (Cephenemyiinae) müssen beim Abschuss der Eier und der Larven extrem schnell reagieren und manövrieren, da sie diese im Flug in die Nasenlöcher der Wirte einschießen. Sind sie dabei zu langsam, werden sie von der eigenen Brut getötet, die mit dem Abschuss der ersten Larven aktiv wird.
Zur Paarung treffen sich die geschlechtsreifen Tiere meist an erhöhten Plätzen, nicht selten über Hügeln zur Gipfelbalz. Die Larven leben obligat parasitisch und entwickeln sich je nach Unterfamilie in unterschiedlichen Körperregionen der Wirte. So wachsen die Nasendasselmaden in den Schleimhäuten der Nase und im Bereich des Siebbeins der Wirte heran, die Rachendasseln leben im Rachenraum und die Hautdasseln im Bindegewebe unter der Haut. Die Magendasseln wandern über den Kehlkopf in den Magen- und Darmtrakt, wo sie sich festhaken und Blut saugen. Vor der Verpuppung werden sie von ihrem Wirtstier ausgeschieden und entwickeln sich im Boden weiter. Die Spezies Dermatobia hominis ist die einzige, deren Larven als Parasiten auch den Menschen befallen (Myiasis).

## Systematik der Dasselfliegen
Klassischerweise werden die drei Taxa der Nasendasseln, Rachendasseln und Hautdasseln zu den Dasselfliegen zusammengefasst. Früher wurden die Hautdasseln oft als eigene Familie (Hypodermatidae) behandelt oder die Rachendasseln den Schmeißfliegen (Callophoridae) zugeordnet. Heute werden auch die Magendasseln (Gasterophilinae) nicht mehr als eigene Familie angesehen, sondern als vierte Unterfamilie ebenfalls zu den Dasselfliegen gestellt.
Die mitteleuropäischen Arten werden wie folgt eingeordnet:
- Nasendasseln (Oestrinae)
  - Schafbremse (Oestrus ovis); bei Schafen
  - Rhinoestrus purpureus; bei Pferden und beim Esel
- Hautdasseln (Hypodermatinae)
  - Gattung Oestromyia; bei Nagetieren
  - Gattung Hypoderma; bei Huftieren und beim Menschen
  - Crivellia silenus; bei der Hausziege, seltener beim Schaf oder beim Mufflon
- Rachendasseln (Cephenemyiinae)
  - Gattung Cephenemyia; bei Hirschen, vor allem beim Reh
  - Pharyngomyia picta; bei Hirschen, vor allem beim Elch
- Magendasseln (Gasterophilinae)
  - Gattung Gasterophilus; bei Pferden

Zu dieser Unterfamilie gehören außerdem zwei weitere Gattungen
- - Gattung Gyrostigma; bei Nashörnern
  - Gattung Cobboldia; bei Elefanten

## Trivia
Aus Gagat wurde gegen Ende der Altsteinzeit etwa vor 13.000 Jahren ein Kleinkunstwerk mit umlaufenden Kerben und einem zugespitzten Ende gefertigt, zwei vertiefte Punkte an der abgeflachten Front dienen als Tracheenausgänge. Die detaillierte Darstellung belegt gute zoologische Kenntnisse des Künstlers. Die Plastik wird als Rentier-Dasselfliegen-Larve, eine Hautdassel, gedeutet. Sie wurde 1916 durch R. R. Schmidt wahrscheinlich aus der Magdalénienschicht geborgen und wird im Landesmuseum Württemberg in der Schausammlung LegendäreMeisterWerke im Alten Schloss präsentiert. Es wird davon ausgegangen, dass die Dasselfliegenlarven in der Altsteinzeit den Menschen als Nahrung dienten.
In Folge acht der neunten Staffel der Fernsehserie Bones – Die Knochenjägerin, Im Biberdamm der Samenmann, „brütet“ der Entomologe Jack Hodgins nach einem Stich am Nacken wissentlich als Wirt eine Dasselfliege aus.
In der Folge Myiasis/Woher kommt die Beule an der Stirn? der NDR-Fernsehserie Abenteuer Diagnose wurde eine Frau im südamerikanischen Dschungel von Französisch-Guayana von einer Stechmücke in die Stirn gestochen. Durch die unter ihrer Haut heranwachsende Dasselfliegenlarve wurde eine Myiasis verursacht. Diese Folge wurde auch als Podcastfolge Die Beule adaptiert.